# Cubells
Cubells és una vila i municipi de Catalunya situat a la comarca de la Noguera, al Marquesat. El municipi de Cubells, d'una extensió de 39,17 km², està situat als vessants meridionals d'una alineació muntanyosa que està formada per la Serra Carbonera i la de Boada; des del coll de Boada al nord-oest, limitant amb Alòs de Balaguer, fins a la Serra de les Comes i Vall de Sils a l'Est, on toca amb Montgai per a les partides de l'Hortet, el Salt, les Costes i per la Fita Alta fins al Sió. A l'oest, Cubells limita amb el municipi de Camarasa i amb l'enclavament de Flix (pertanyent a Balaguer). Altres partides del terme són Tafalla, Valls, Serra Blanca, l'Alzina i la Trilla.
El castell de Cubells fou adquirit el 1050, juntament amb el de Camarasa, per Ramon Berenguer I a l'emir Yússuf ibn Sulayman al-Mudhàffar de Larida i passà a formar part de la marca de Camarasa.
Des de Cubells, Ramon Cabrera va redactar el 5 de novembre del 1848 un escrit anomenat Notícies de Cabrera, que es publicà en el diari L'Union de París, on explica la situació de la guerra dels Matiners.
| Entitat de població | Habitants (2023) |
| Cubells             | 315              |
| la Torre de Fluvià  | 32               |
| Font: Idescat       |                  |

## Geografia
- Llista de topònims de Cubells (Orografia: muntanyes, serres, collades, indrets..; hidrografia: rius, fonts...; edificis: cases, masies, esglésies, etc)

## Població i economia
L'economia de Cubells és de base agrària. Les terres de correu són en gran part de secà, tot i que el regadiu hi és ben representat; aquest és localitzat normalment a la part meridional, regada per una de les séquies que deriven del canal d'Urgell.
Els conreus principals són els cereals (ordi, blat, blat de moro), el formatge, les oliveres, els ametllers, les lleguminoses i els conreus industrials. De bestiar, hi podem destacar la cria de bestiar porcí, boví, oví i l'aviram.

## Llocs d'interès
- Església romànica de Santa Maria del Castell; té una valuosa porta, decorada amb llaceries morisques del segle xiii.
- Capella romànica de Sant Miquel (segle xii), restaurada recentment i utilitzada com a local per a activitats socio-culturals.
- Església parroquial de Sant Pere, romànica amb elements gòtics (segles XII-XIV), conserva el notable retaule de pedra de Santa Úrsula, de la segona meitat del segle xiv, de l'escola de Lleida i una Mare de Déu del segle xiii.

## Castell de Cubells
Va ser enderrocat.
Segons el cubellès Jaume Camps i Poch, aquest castell es devia construir a finals del segle viii o a principis del segle ix.
El Castell de Cubells es va bastir al cim d'un turó on hi havia una extensa esplanada. El lloc era d'allò més adient per tal de destinar-lo a la defensa d'una extensa i fèrtil comarca, com és aquesta contrada entre els rius Segre i Sió.

## Festes i tradicions
- Festa Major: volts del 15 d'agost (Mare de Déu d'agost). La nit del primer divendres després del 15, anomenada recentment Nit de foc i rock és coneguda arreu de la comarca gràcies al correfoc i al concert posterior.
- Festa de Sant Marc: el dia 25 d'abril, tot el poble en processó va cap al santuari de Salgar. L'ajuntament va en silenci. Aquesta tradició ve de temps molt llunyà, com a mostra d'agraïment després de superar una epidèmia.
- Festa de Sant Miquel: el dia 29 de setembre es fa una festa davant l'església de Sant Miquel.

## Història del poble
Actualment Cubells és un poble que va minvant la seva antiga esplendor. L'emigració ha estat la malura que l'ha anat enfonsant a poc a poc. Només a principis d'aquest segle comptava amb una població que vorejava els dos mil habitants. Actualment sembla que no arriba als 600. La població, els seus edificis i la seva producció agrícola corrien parells en la seva puixança, sobretot als segles XVII, xviii i xix i primer terç del xx. Abundants plantacions de vinyes, d'oliveres, i (quan venien bé) bones collites de cereals, fomentaven la seva vitalitat. Mes la desaparició de les vinyes, la crisi actual de la producció d'oli, la falta de regadiu per assegurar bones collites, i la desvalorització persistent del camp, expliquen la sistemàtica i persistent despoblació de la vila de Cubells. Certament aquest poble ha tingut un passat bastant interessant. Gairebé no té present.
La història de la vila comença, igual que la de Camarasa, al 1050, quan Ramon Berenguer I de Barcelona va conquerir ambdós castells al rei de Lleida. El mateix Ramon Berenguer donà en feu el castell de Cubells al comte Ermengol III d'Urgell. Aquest infeudament facilità la repoblació per pagesos provinents de la serra del Cadí, de la Vall de Lord i d'altres punts de l'Alt Urgell i del Berguedà.
Al 1105, quan va ser conquerit Balaguer, el castell de Cubells encapçalava un petit territori entre el Segre mitjà i la Ribera del Sió, amb Alòs, la Donzell, Montclar, Foradada, la Torre de Fluvià, Montsonís, Rubió, Butsènit i altres llocs.
Al 1194 Cubells continuava sota la senyoria reial. La vila es va mantenir fidel a Pere II el Gran en la revolta dels comtes d'Urgell i de Foix, i en aquestes centúries medievals, el poble va estar dins la vegueria de Lleida i de la marca i el marquesat de Camarasa.
Al 1589 va haver-hi la famosa batalla de Cubells: el batlle d'Alòs, amb els seus homes, acorralà, el dia 11 d'agost, les forces dels senyors de Seró, Montsonís, Montclar, Vilves, Rubió i altres llocs de la vall d'Artesa, que el perseguien; van acudir a socórre'ls els sometents de Lleida, Balaguer, Cervera, Montblanc i els justícies de Fraga i Tamarit de Llitera amb diversos fills del senyor de Seró, el batlle d'Alòs, etc.
La lluita va durar tres dies; i finalment els sometents van haver de reduir els bandolers un a un, i alguns van fugir emportant-se ostatges. Els bandolers que van caure presoners van ser processats pel Tribunal de Coltellades de Lleida, però la patuleia del Batlle d'Alòs continuà actuant i al 1590, malgrat la creació d'una germandat contra els bandolers –a iniciativa dels representants reials, com el governador Enric de Cardona– formada per senyors jurisdiccionals de la contrada, la gent encara lluitava (29 novembre) “contra lo Batlle d'Alòs i sa Quadrilla”.

## Demografia
| 1497 f | 1515 f | 1553 f | 1717 | 1787  | 1857  | 1877  | 1887  | 1900  | 1910  |
| ------ | ------ | ------ | ---- | ----- | ----- | ----- | ----- | ----- | ----- |
| 66     | 88     | 103    | 350  | 1.267 | 1.568 | 1.478 | 1.557 | 1.325 | 1.237 |

| 1920  | 1930  | 1940 | 1950 | 1960 | 1970 | 1981 | 1990 | 1992 | 1994 |
| ----- | ----- | ---- | ---- | ---- | ---- | ---- | ---- | ---- | ---- |
| 1.310 | 1.096 | 941  | 894  | 703  | 522  | 451  | 398  | 381  | 381  |

| 1996 | 1998 | 2000 | 2002 | 2004 | 2006 | 2008 | 2010 | 2012 | 2014 |
| ---- | ---- | ---- | ---- | ---- | ---- | ---- | ---- | ---- | ---- |
| 360  | 358  | 382  | 378  | 384  | 401  | 397  | 407  | 409  | 395  |

| 2016 | 2018 | 2020 | 2022 | 2024 | 2026 | 2028 | 2030 | 2032 | 2034 |
| ---- | ---- | ---- | ---- | ---- | ---- | ---- | ---- | ---- | ---- |
| 373  | 358  | 338  | 356  | 343  | -    | -    | -    | -    | -    |

## Cubellesos il·lustres
- Inés Sabanés Nadal, política.

## Galeria

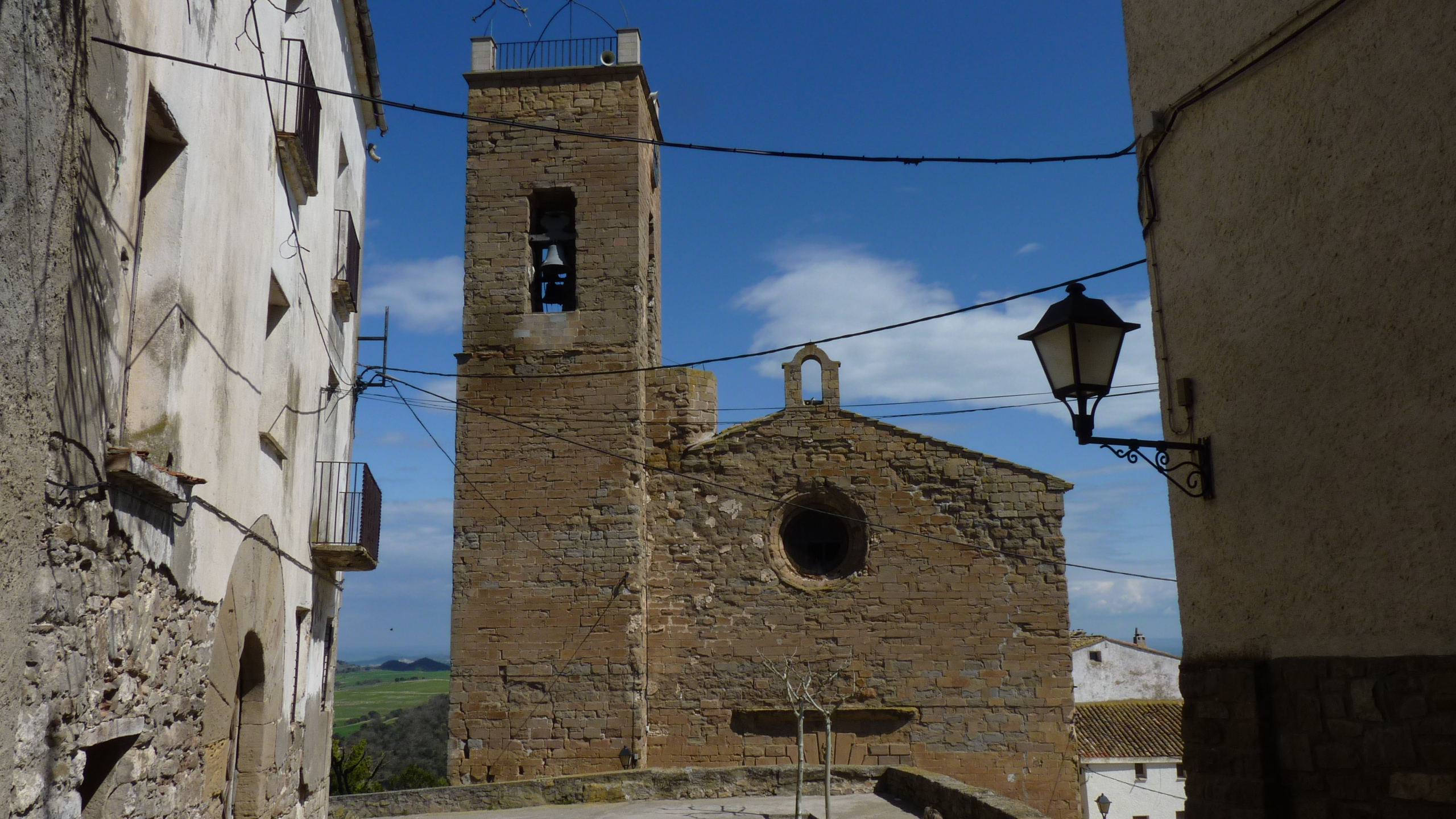
Església
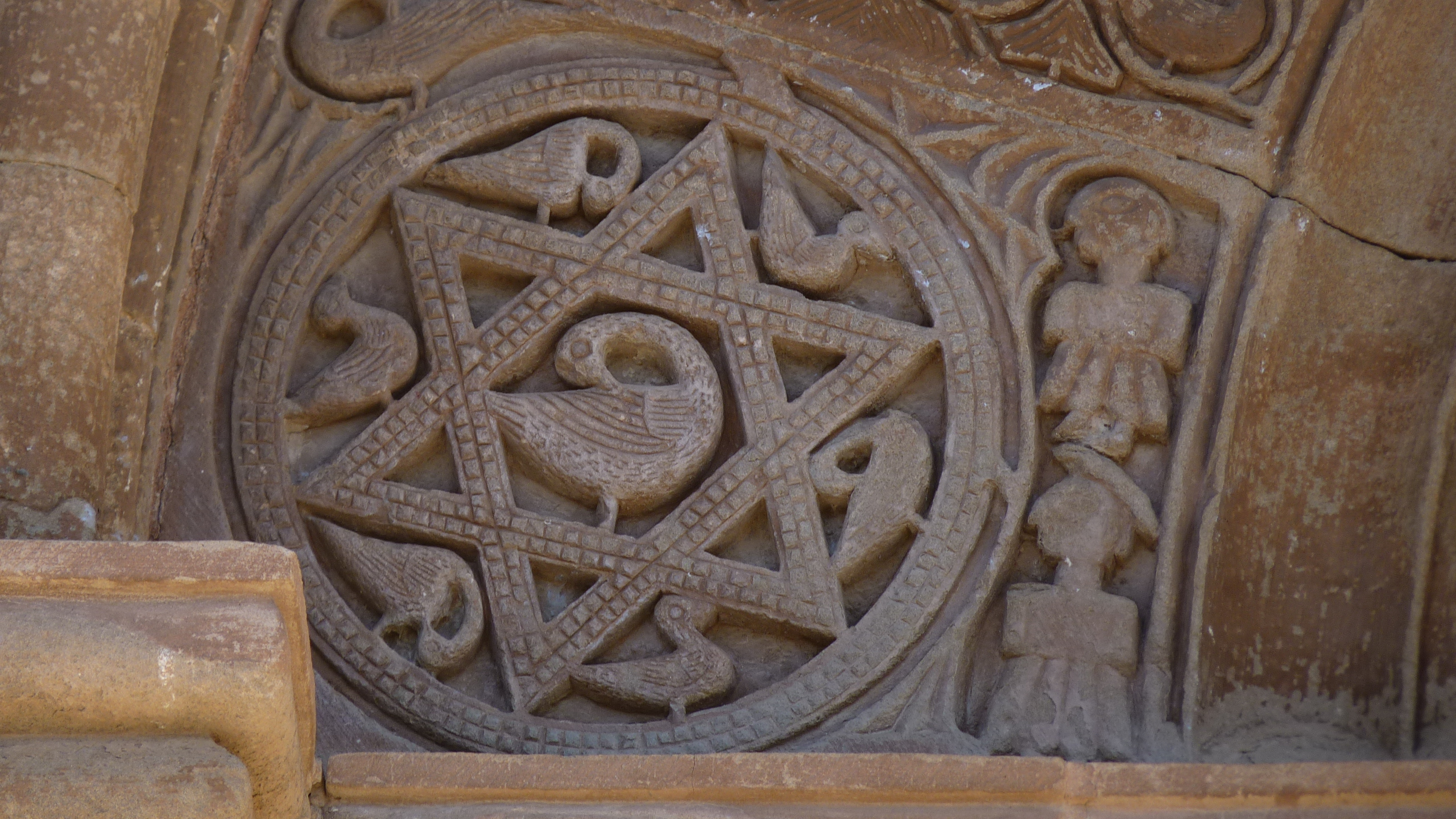
Detall porta Santa Maria
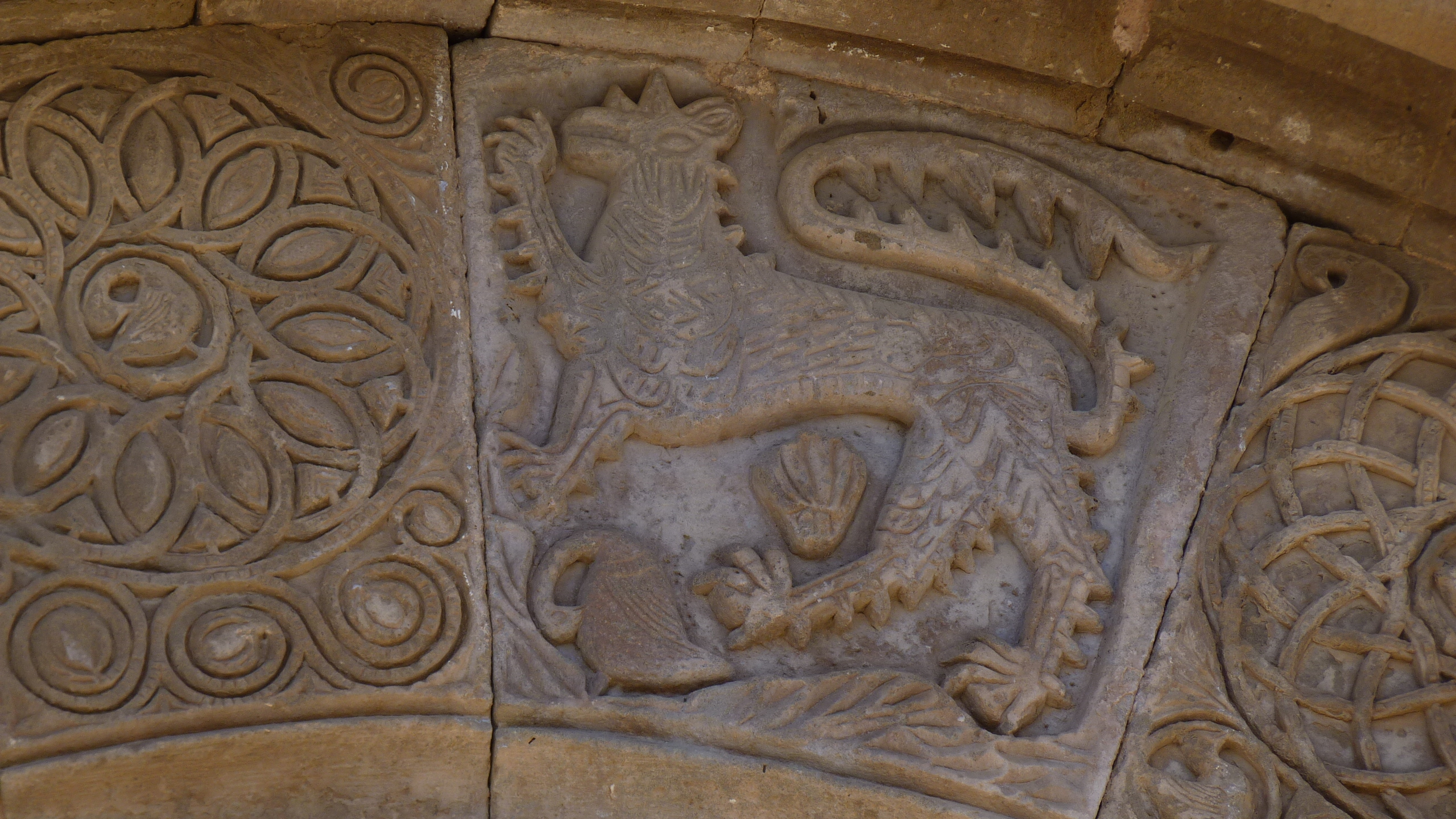
Detall porta Santa Maria